# Léon Legrand
Pour les articles homonymes, voir Legrand.
Giles Joseph Léon Legrand (Miécret le 19 février 1869 – Dinant le 19 mars 1963) est un magistrat, homme politique belge, sénateur, personnalité dinantaise.

## Biographie

### Carrière
Né à Miécret le 19 février 1869, descendant d’un garçon de ferme.
Humanités au collège Notre-Dame de la Paix à Namur
Docteur en droit à l'Université catholique de Louvain, en 1880. 
Inscrit au Barreau de Dinant le 7 octobre 1890 et nommé plus tard substitut du Procureur du Roi, à Dinant.
Pendant la première guerre mondiale, il fit fonction de chef du Parquet de Dinant
De 1920 à 1927, fut commissaire principal de l’État près du tribunal des Dommages de Guerre. 
Il fut membre du Conseil communal de Dinant, du 6 janvier 1927 au 31 décembre 1946. 
Le 16 mars 1929, Léon Legrand fut nommé sénateur provincial catholique en remplacement du baron Alberic de Pierpont Surmont de Volsberghe. Il siégea à la haute assemblée jusqu'au 7 janvier 1946.
Sur le plan politique, il fonda, dans l'arrondissement de Dinant, avec le docteur Cousot, la Ligue Démocratique. Il fut le pionnier de la démocratie chrétienne dans l'arrondissement de Dinant, comme président, pendant de longues années, de la Ligue des travailleurs chrétiens.  Au lendemain de la première guerre, il fut, avec le Procureur général Jean Servais, le promoteur de la Police Judiciaire.

### Au Sénat
Au Parlement, Léon Legrand s'intéressa aux questions sociales.
Son nom fut, en 1932, lié à un projet qui fit couler beaucoup d'encre à l'époque, sur la révision de la loi sur l'alcool de 1919. Le « projet Legrand », comme on l'appelait, visait principalement à lutter efficacement contre les débits clandestins et l'alcool frelaté. Il fut même adopté, en 1933, par la Commission Sénatoriale de la Justice. 
Le sénateur Legrand fut, notamment, membre de la commission des Sciences et des Arts, de la Commission des naturalisations et de la Commission de la Justice. Il fut rapporteur des projets de lois sur la protection morale de l'enfance, sur les sociétés de personnes à responsabilité limitées, la répression du faux monnayage, sur la protection des monuments et des sites, sur l'abandon de famille, la révision de l'article 333 du code pénal, la réduction de certains fermages et d'autres textes législatifs. 
Il ne participa pas, à Limoge, en 1940, au fameux débat sur l'attitude du roi Léopold III. 
Lorsqu'il abandonna la vie parlementaire, il refusa de percevoir la pension de sénateur arguant qu’il ne considérait pas sa fonction à la haute assemblée comme un métier.

### Œuvre sociale àDinant
Membre du Conseil de fabrique de l'église collégiale de Dinant du 2 avril 1933 au 21 septembre 1952 et nommé président, le 19 février 1950, en remplacement de M. le président Herbecq. 
Fondateur de la Coopérative « Les Ouvriers Réunis » 
Fondateur des écoles professionnelles et de commerce de l'Université Populaire dont il fut le président. 
Il fut aussi fondateur avec MM. Augustin Degraux, alors bourgmestre de Dinant, son beau-père, Henry de Frahan et d'autres personnalités, du Comité de patronage des habitations ouvrières dont il fut le secrétaire-trésorier de 1892 à 1911. 
Il fut aussi président du Conseil d'administration de la Société « La véritable Dinanderie » à Dinant.

## Autre
il lui arriva fréquemment, au cours de périodes électorales, de donner des conférences et des meetings en wallon.
Un de ses enfants, Georges Legrand fut procureur du roi à Namur et un de ses beaux-fils, Jacques Bribosia fut président du tribunal de première instance à Huy.
Décoration : Commandeur de l'ordre de Léopold